# Jill Whelan
Pour les articles homonymes, voir Whelan.
Jill Whelan est une actrice américaine, née le 29 septembre 1966 à Oakland en Californie.

## Filmographie

### Cinéma
- 1980 : Y a-t-il un pilote dans l'avion ? : Lisa Davis
- 2013 : Le miracle de Noël : Cindy

### Télévision

#### Téléfilm
- 2016 : Je te surveille : Jill

#### Séries télévisées
- 1978-1983 : L'Île fantastique :
  - Harmony (saison 2, épisode 2)
  - Jodie Collins (saison 2, épisode 25)
  - Crystal Danning (saison 6, épisode 10)
- 1986 : CBS Schoolbreak Special : Mary Pat (saison 3, épisode 3)
- 1978-1987 : La croisière s'amuse : Vicki Stubing (190 épisodes)
- 1997 : Martin : Vicki Stubing (saison 5, épisode 15)
- 1997 : Les Feux de l'amour : Karby Stalter (saison 1, épisode 6152)
- 1997 : Diagnostic : Meurtre : Nancy Stewart (saison 5, épisode 6)
- 1998 : La croisière s'amuse, nouvelle vague : Vicki Stubing (saison 2, épisode 4)
- 1998 : Les Nouvelles Aventures de Robin des Bois : Kyra Briggs (saison 3, épisode 11)
- 2015 : Amour, Gloire et Beauté : Diane (saison 1, épisodes 7033 et 7034)
- 2015 : Real Husbands of Hollywood : Karen (saison 4, épisode 8)
- 2016 : Esprits criminels : Principale Vicki Dahl (saison 12, épisode 5)